# نوهانت-ویک
نوهانت-ویک (به فرانسوی: Nohant-Vic) یک کمون در فرانسه است که در اندر واقع شده‌است. نوهانت-ویک ۲۱٫۲۵ کیلومتر مربع مساحت و ۴۷۶ نفر جمعیت دارد و ۱۹۱ متر بالاتر از سطح دریا واقع شده‌است.